# Groenlose Slinge

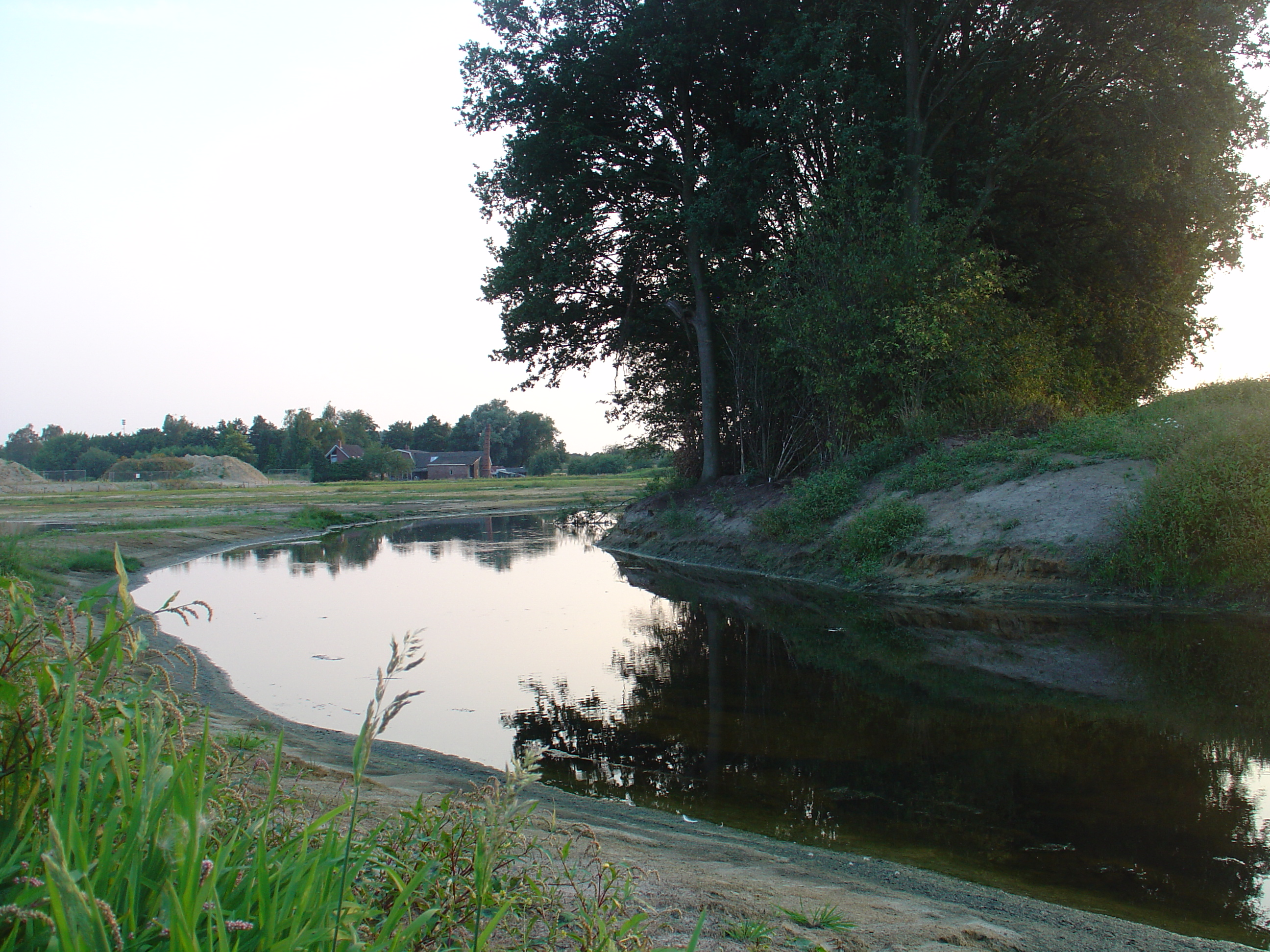
Het nieuwe traject van de Groenlose Slinge ten noorden van Groenlo. (2008)

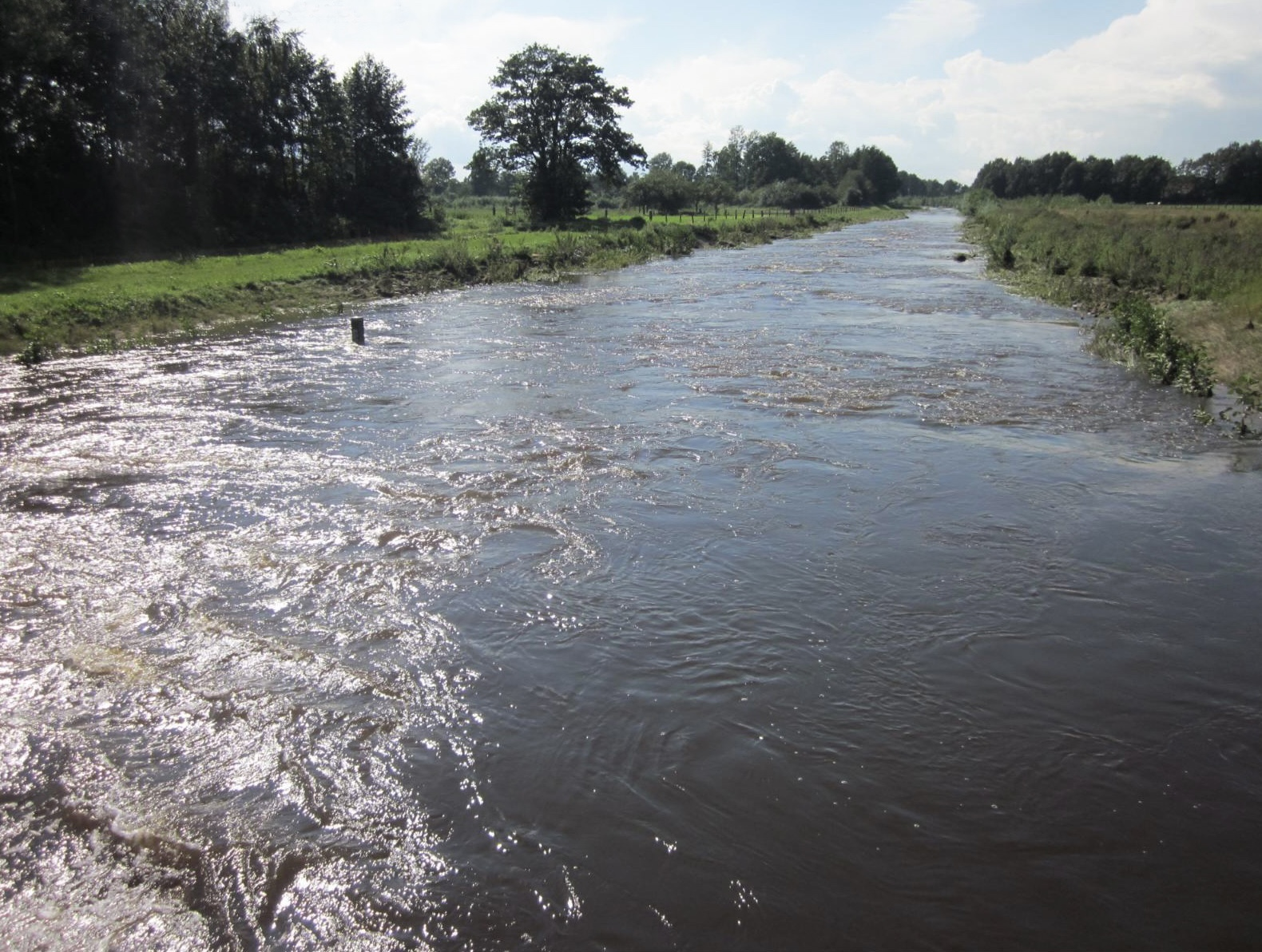
De gezwollen Groenlosche Slinge na een hoosbui

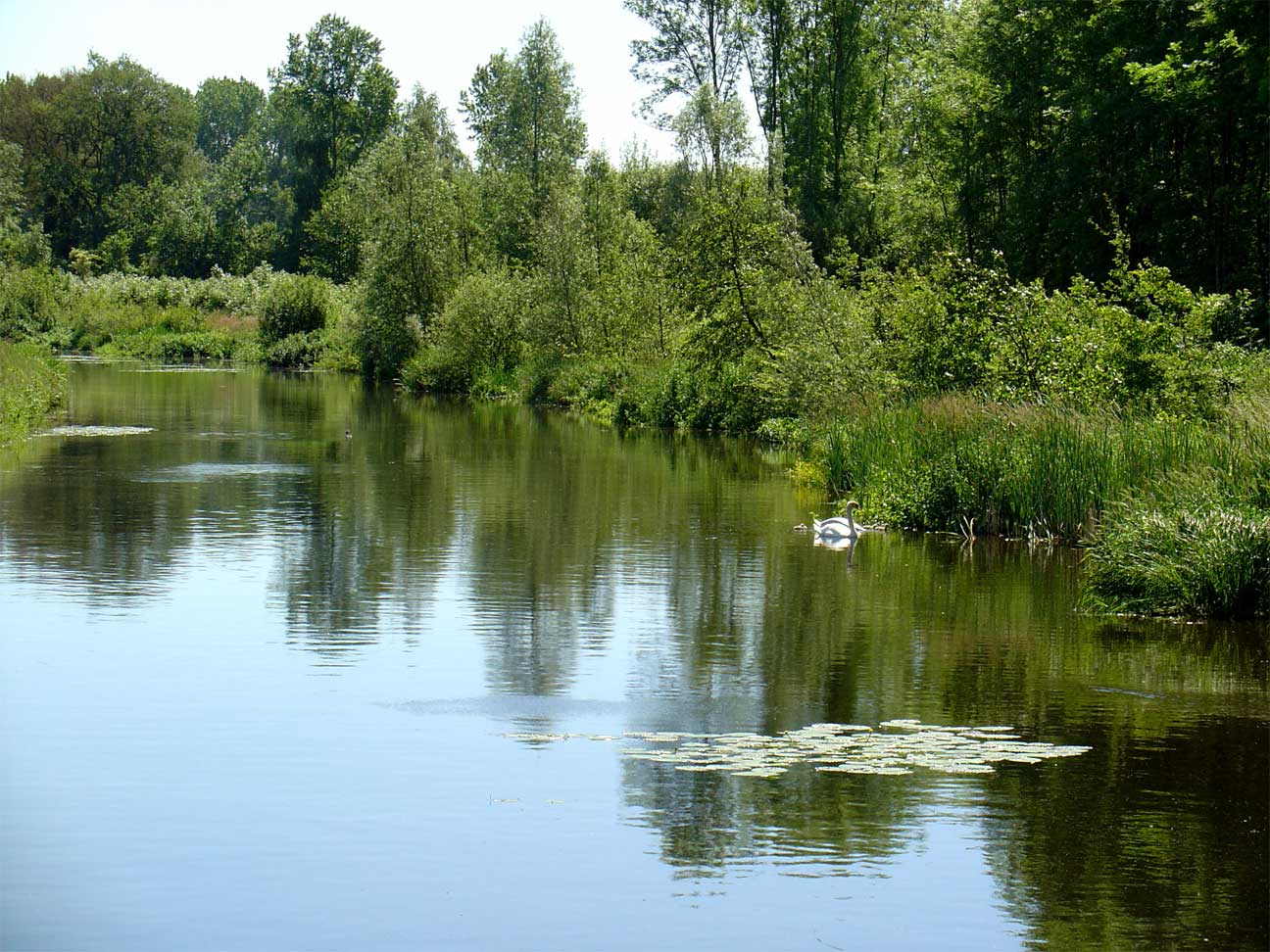
Groenlosche Slinge tussen Groenlo en Winterswijk nabij de Beerninkweg

De Groenlose Slinge (kort: Slinge) is een laaglandbeek die ontspringt achter Winterswijk. Zoals de naam aangeeft loopt de beek langs Groenlo en mondt tussen Lochem en Borculo uit in de Berkel. De Groenlose Slinge heeft niet altijd dezelfde loop gehad. Zo was het een meanderend riviertje dat in vroeger tijden Slinck of Slingen heette, en door de stadsgracht van de vestingstad Groenlo liep. Later is hij verlegd langs het noorden van Groenlo en in de 20e eeuw is hij grotendeels gekanaliseerd voor een efficiëntere waterafvoer.
De Groenlose Slinge heeft ook een zuidelijke tak die uit Duitsland komt en bij Winterswijk Nederland binnen stroomt, de Ratumse Beek.

## Beekherstel
Door Waterschap Rijn en IJssel is de Groenlose Slinge aangemerkt als Ecologische verbindingszone. Om de Groenlose Slinge deze functie weer terug te geven, alsmede de beek weer een fraai en natuurlijk karakter te geven, is in 1998 begonnen met beekherstel. De Slinge krijgt weer een meanderend karakter, met brede uitstroomgebieden. Sinds het vertrek van Grolsch uit Groenlo in 2005, is het mogelijk om ook beekherstel ten noorden van Groenlo uit te voeren.

## Trivia
- In Rotterdam is een straat (en daardoor indirect ook een metrostation) genoemd naar de Slinge; in onder andere Assen, Drachten, Hattem en Lelystad is eveneens een straat met de naam Slinge.
- Vroeger heette het traject van de Slinge nabij Borculo "Lebbingbeek" of "Lebbenbeek". In 1672, toen Münsterse troepen na de inname van Groenlo verder trokken en buitgemaakte koeien vervoerden, riepen de bestolen boeren "I'j bunt nog neet aover de Lembrugge (Lebbingbrug)". En zo geschiedde, want de Staatse troepen lagen daar te wachten en namen de buit in. Zo ontstond het spreekwoord: "Gij zijt nog niet over de Lembrug": u zult niet slagen omdat u nog wat onverwachts zal overkomen[2].
- Op 27 augustus 2010 werd een gedeelte van de camping Marveld ontruimd, omdat de Slinge buiten zijn oevers trad na langdurige regenval[3][4].